# Луций Калпурний Бестия
Луций Калпурний Бестия (на латински: Lucius Calpurnius Bestia) е римски политик, народен трибун през 120 пр.н.е. и консул през 111 пр.н.е.. Той е пълководец във войната с Югурта, която в началото води енергично, а след това след като е подкупен, сключва позорен мир. При завръщането му в Рим, му е потърсена отговорност и е осъден. Вероятно е същия Луций Калпурний Бестия, който през 90 г. пр.н.е. доброволно отива в изгнание, за да избегне ударите на закона.